# Sid McMath

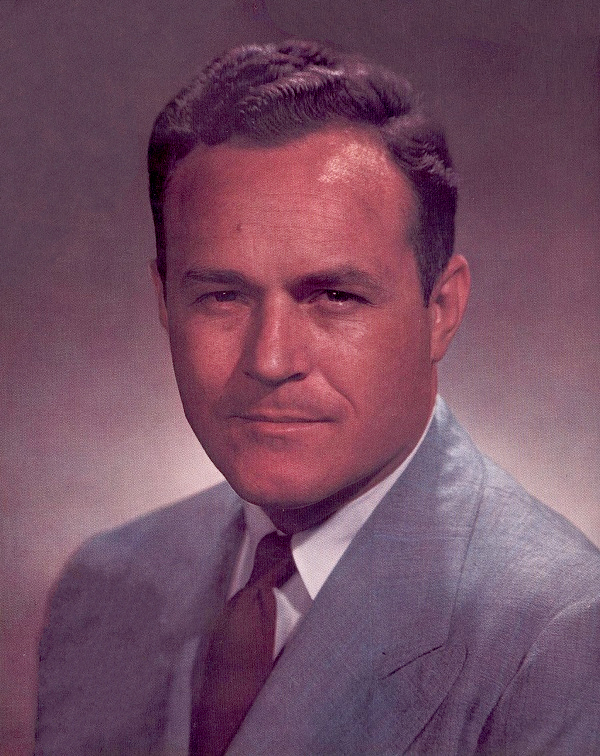
Sidney McMath (1951)

Sidney Sanders McMath (* 14. Juni 1912 im Columbia County, Arkansas; † 4. Oktober 2003 in Little Rock, Arkansas) war ein US-amerikanischer Politiker und zwischen 1949 und 1953 Gouverneur von Arkansas.

## Frühe Jahre und politischer Aufstieg
Sidney McMath besuchte die öffentlichen Schulen seiner Heimat. Dann besuchte er das Henderson College, ehe er an der University of Arkansas Jura studierte. Dort machte er im Jahr 1936 sein juristisches Examen. Während des Zweiten Weltkrieges diente er im US Marine Corps. Dabei wurde er mehrfach für seine Tapferkeit ausgezeichnet. Nach dem Krieg blieb er in der Reserve des Marine Corps und brachte es dort bis zum Generalmajor. Seit 1947 war McMath politisch tätig. In diesem Jahr wurde er Staatsanwalt im Garland County und im Montgomery County. Am 2. November 1948 wurde er als Kandidat seiner Demokratischen Partei zum neuen Gouverneur von Arkansas gewählt.

## Gouverneur von Arkansas
McMaths Amtszeit begann am 11. Januar 1949 und endete, nach einer Wiederwahl im Jahr 1950, am 13. Januar 1953. In diesen vier Jahren wurden Staatsanleihen (General Obligation Bonds) zur Finanzierung von Brücken und Autobahnen ausgegeben. Viele Nebenstraßen wurden nun asphaltiert und die Elektrifizierung erreichte auch die letzten Winkel des ländlichen Raums. In Little Rock wurde ein neues medizinisches Zentrum geplant. Die Versorgung von geistig Behinderten wurde verbessert und ganz allgemein wurden die medizinischen Fakultäten an den Universitäten des Landes besser ausgestattet und der Mindestlohn in Arkansas angehoben. Auch in der Rassenfrage war McMath liberaler als die meisten seiner Vorgänger. Er unterstützte Gesetze gegen die Lynchjustiz und er ernannte einige Afro-Amerikaner in Regierungsgremien, die bis dahin nur Weißen vorbehalten waren. Das Wahlsteuergesetz, wonach die Wahlberechtigung von den finanziellen Verhältnissen des Wählers abhing, wurde abgeschafft, damit mehr Schwarze wählen durften. Auch in den Jahren nach seiner Amtszeit behielt er diesen liberalen Kurs bei, was ihm im konservativen Lager viele Gegner einbrachte. McMath war auch ein Anhänger von Präsident Harry S. Truman und ein Gegner der konservativen so genannten „Dixiecrat“-Demokraten. Im Jahr 1952 bewarb sich Gouverneur McMath erfolglos um eine dritte Amtszeit. Damals wurde er von seinen Gegnern scharf angegriffen, was mit ein Grund für seine Wahlniederlage war. Man warf ihm Unregelmäßigkeiten in einigen Bereichen vor. Die Vorwürfe konnten nie bewiesen werden.

## Weiterer Lebenslauf
Im Jahr 1954 kandidierte McMath erfolglos für einen Sitz im US-Senat. 1962 unternahm er einen erfolglosen Versuch, doch noch einmal in das Gouverneursamt gewählt zu werden. Stattdessen wurde Sidney McMath ein erfolgreicher Rechtsanwalt. In diesem Beruf war er bis in die 1990er Jahre tätig. Er gewann einige spektakuläre Prozesse und erlangte dafür in amerikanischen Juristenkreisen einen gewissen Bekanntheitsgrad. Im Jahr 1976 wurde er Präsident der International Academy of Trial Lawyers. Sidney McMath starb im Oktober 2003 im Alter von 91 Jahren. Er war zweimal verheiratet und hatte insgesamt fünf Kinder.